# Mistrovství Asie v ledolezení 2018
Mistrovství Asie v ledolezení 2018 (anglicky UIAA Ice Climbing Asian Championships) proběhlo 9.-11. února 2018 opět v jihokorejském Čchongsongu v ledolezení na obtížnost a rychlost jako součást závodu světového poháru v ledolezení 2018.

## Průběh závodů
Výsledky MA byly odečtené z celkového pořadí závodu SP. O medaile se podělili jihokorejští, íránští a mongolští závodníci.

### Výsledky mužů a žen
| obtížnost                          | obtížnost              | rychlost                    | rychlost               |
| ---------------------------------- | ---------------------- | --------------------------- | ---------------------- |
| muži                               | ženy                   | muži                        | ženy                   |
| 1. Pak Hi-jong                     | 1. Sin Un-son          | 1. Mohsen Beheshti Rad      | 1. Zeinabkobra Moosavi |
| 2. YoungHye Kwon                   | 2. Song Han Na Le      | 2. Kherlen Nyamdoo          | 2. Nasrin Abdolrahimi  |
| 3. Mohammadreza Safdarian Korouyeh | 3. Doyeon Park         | 3. Enkhbaatar Dorjsuren     | 3. Shabnam Asadi       |
|                                    |                        |                             |                        |
| 4. YoungGeon Lee                   | 4. Minji Kim           | 4. Yang Myungwook           | 4. Polina Aubakirova   |
| 5. Masoud Zeynali                  | 5. Jeong Woon Wha      | 5. Otgonkhuu Dorjsurenkhor  | 5. Song Han Na Le      |
| 6. Yutaka Shimada                  | 6. Kim Jung-Min        | 6. Masoud Zeynali           | 6. Ha Min Young        |
| 7. Gihado Kadota                   | 7. Song OkDo           | 7. Saikhanjargal Otgonbayar | 7. Jeong Woon Wha      |
| 8. Kyoungrae Kim                   | 8. Zeinabkobra Moosavi | 8. Mehdi Pahnavar           | 8. Bayarmaa Batjargal  |
| 9. Hyeongsub Lim                   | 9. Lee MyoungHee       | 9. Jung Weonjo              | 9. Lee MyoungHee       |
| 10. HyungWan Kang                  | 10. Ha Min Young       | 10. Lee Younggeon           | —                      |
| 23 mužů                            | 15 žen                 | 21 mužů                     | 12 žen                 |

- Tabulka zobrazuje prvních 10 závodníků MA, výsledky jsou odečtené ze závodu SP, kde měli závodníci totožné bodové hodnocení a výsledky MA se jen odpočítaly.